# 上地八幡宮
上地八幡宮（うえじはちまんぐう）は、愛知県岡崎市上地町にある神社。本殿は重要文化財に指定されている。

## 概要
伝承によれば、1184年（元暦元年）、源頼朝の弟の源範頼が平家討伐に向かう途中、この地の祠に祀られていた八幡神に戦勝の祈願をしたという。範頼は「私がこの戦で勝利を収めることができたのなら、ぜひとも、この小祠を立派な社殿に建て替えさせて欲しい」と言い残して戦に向かい、勝利を収める。範頼は三河国の守護に命じられると、祈願したとおりに1190年（建久元年）に社殿を造営する。これが上地八幡宮の起源とされる。
1926年（大正15年）4月19日、本殿一棟は室町時代建造で、当時の古社寺保存法に基づき特別保護建造物（現在の重要文化財）に指定された。本殿の形式は三間社流造、檜皮葺。1948年（昭和23年）、拝殿が新築された。
秋季に2日間にわたって行われる例大祭では、神輿と担ぎ太鼓の練り込み、奉納花火、小学生女子による神楽の奉納、女学生による舞の奉納、太鼓奉納演奏などがあり大変にぎわう。

## 年間行事（2015年）
- 1月1日 - 歳旦祭
- 1月3日 - 元始祭
- 2月1日 - 月次祭
- 3月1日 - 月次祭
- 4月10日～20日 - 鬱金桜 桜まつり
- 4月19日 - 祈年祭／英霊祭
- 5月3日 - 月次祭
- 6月7日 - 嵐除祭／氏子入奉告祭
- 6月28日 - 夏木氏の大祓い／輪くぐり神事
- 7月5日 - 月次祭
- 7月7日 - 七夕行事
- 8月2日 - 月次祭
- 9月6日 - 月次祭
- 10月1日～11月30日 - 七五三参り特別祈祷
- 10月4日 - 月次祭
- 10月31日～11月1日 - 例大祭
- 12月6日 - 新嘗祭
- 12月31日 - 年越の大祓い

## ギャラリー
- 上地八幡宮本殿（重要文化財）
- 上地八幡宮例大祭
- 神楽殿
- 拝殿と神楽殿